# Max Homa
Pour les articles homonymes, voir Homa.
Max Homa, né le 19 novembre 1990 à Burbank (Californie), est un golfeur américain. Passé professionnel en 2013, il a remporté six tournois sur le PGA Tour depuis 2019 et a participé à la Ryder Cup 2023.

## Biographie
Max Homa naît le 19 novembre 1990 à Burbank dans l'état de Californie aux États-Unis. Il possède des origines perses et juives. En novembre 2019, il épouse Lacey Croom avec laquelle il a un fils. Ils résident à Scottsdale dans l'Arizona. Dans sa jeunesse, Homa fréquente la Valencia High School de Santa Clarita où il est sélectionné quatre fois dans l'équipe de première division de la ligue Foothill. En 2009, il est élu meilleur joueur de cette ligue et obtient son diplôme la même année. Il continue ensuite le golf en championnat universitaire à l'université de Californie à Berkeley.

### Carrière en amateur
En 2008, il est sélectionné pour représenter la Californie du Sud au sein de l'équipe de la Junior America's Cup. En 2010, il atteint les quarts de finale du championnat de golf amateur des États-Unis messieurs avant de perdre contre le champion en titre. Il participe en tant qu'amateur à l'US Open 2013 et remporte en individuel le championnat NCAA de golf en 2013. Il est sélectionné avec l'équipe de la Walker Cup 2013 et devient professionnel après ce tournoi.

### Carrière professionnelle
En octobre 2013, Homa dispute son premier tournoi du PGA Tour en tant que professionnel où il termine à la 9e place du Frys.com Open. En mai 2014, il remporte sa première victoire professionnelle lors du BMW Charity Pro-Am dispute sur le Korn Ferry Tour. Lors de la saison 2015 du PGA Tour, Homa participe à 27 tournois et passe 12 cuts sans s'imposer. En mai 2019, il gagne le Wells Fargo Championship ce qui constitue alors sa première victoire sur le PGA Tour. Le 21 février 2021, Homa remporte sa deuxième victoire sur le même circuit au Genesis Open lors d'un playoff disputé contre Tony Finau. En septembre 2021, il gagne un troisième titre lors du Fortinet Championship.
En mai 2022, Homa remporte le Wells Fargo Championship pour la deuxième fois et se classe alors numéro 5 mondial du classement OWGR. Il termine la saison par une 5e place au The Tour Championship. En septembre 2022, il défend avec succès son titre au Fortinet Championship où il réalise un birdie victorieux au dernier trou afin de battre Danny Willett. Il joue avec l'équipe américaine de la Presidents Cup 2022 et remporte les quatre matches auxquels il prend part. En janvier 2023, Homa remporte pour la première fois le Farmers Insurance Open. En septembre 2023, il dispute pour la première fois la Ryder Cup avec les États-Unis mais ne peut empêcher la défaite de son équipe malgré sa victoire contre Matthew Fitzpatrick. En novembre 2023, il remporte son premier tournoi DP World Tour lors du Nedbank Golf Challenge en devançant d'un coup Matthieu Pavon. En avril 2024, il réalise sa meilleure performance en majeur grâce à sa troisième place à égalité aux Masters de golf.

## Palmarès

### Victoires sur le PGA Tour
| no | Date              | Tournoi                  | Score | Score | Score | Score | Score        | Score       | Second(s)        |
| no | Date              | Tournoi                  | T1    | T2    | T3    | T4    | Coups totaux | Score final | Second(s)        |
| -- | ----------------- | ------------------------ | ----- | ----- | ----- | ----- | ------------ | ----------- | ---------------- |
| 1. | 5 mai 2019        | Wells Fargo Championship | 69    | 63    | 70    | 67    | 269          | -15         | Joel Dahmen      |
| 2. | 21 février 2019   | Genesis Open             | 66    | 70    | 70    | 66    | 272          | -12         | Tony Finau       |
| 3. | 19 septembre 2021 | Fortinet Championship    | 67    | 72    | 65    | 65    | 269          | -19         | Maverick McNealy |
| 4. | 8 mai 2022        | Wells Fargo Championship | 67    | 66    | 71    | 68    | 272          | -8          | Keegan Bradley   |
| 5. | 18 septembre 2022 | Fortinet Championship    | 65    | 67    | 72    | 68    | 272          | -16         | Danny Willett    |
| 6. | 28 février 2023   | Farmers Insurance Open   | 68    | 70    | 71    | 66    | 275          | -16         | Keegan Bradley   |

### Victoires sur le DP World Tour
| no | Date             | Tournoi                | Score | Score | Score | Score | Score        | Score       | Second(s)        |
| no | Date             | Tournoi                | T1    | T2    | T3    | T4    | Coups totaux | Score final | Second(s)        |
| -- | ---------------- | ---------------------- | ----- | ----- | ----- | ----- | ------------ | ----------- | ---------------- |
| 1. | 12 novembre 2023 | Nedbank Golf Challenge | 66    | 68    | 69    | 66    | 269          | -19         | Nicolai Højgaard |

### Victoires sur le Korn Ferry Tour
| no | Date         | Tournoi                 | Score | Score | Score | Score | Score        | Score       | Second(s)         |
| no | Date         | Tournoi                 | T1    | T2    | T3    | T4    | Coups totaux | Score final | Second(s)         |
| -- | ------------ | ----------------------- | ----- | ----- | ----- | ----- | ------------ | ----------- | ----------------- |
| 1. | 18 mai 2014  | BMW Charity Pro-Am      | 68    | 65    | 70    | 63    | 266          | -20         | Jonathan Randolph |
| 2. | 12 juin 2016 | Rust-Oleum Championship | 71    | 69    | 68    | 67    | 275          | -13         | John Mallinger    |

### Participation à la Ryder Cup
Pour sa première participation avec l'équipe américaine lors de la Ryder Cup 2023, Max Homa dispute cinq matchs en totalisant un bilan de 3 victoires, 1 défaite et 1 nul.
| Édition        | Score                                                              | Gagnant | Score individuel                         |
| -------------- | ------------------------------------------------------------------ | ------- | ---------------------------------------- |
| Ryder Cup 2023 | Défaite des États-Unis face à l'Europe sur le score de 11 ½ à 16 ½ |         | 5 matches, 3 victoires, 1 défaite, 1 nul |

### Résultats dans les compétitions principales
| Tournoi               | 2013 | 2014 | 2015 | 2016 | 2017 | 2018 | 2019 | 2020 | 2021 | 2022 | 2023 | 2024 |
| --------------------- | ---- | ---- | ---- | ---- | ---- | ---- | ---- | ---- | ---- | ---- | ---- | ---- |
| Masters               |      |      |      |      |      |      |      | CUT  | CUT  | T48  | T43  | T3   |
| Open américain        | CUT  |      |      |      |      |      |      | CUT  | CUT  | T47  | CUT  |      |
| Open britannique      |      |      |      |      |      |      |      |      | T40  | CUT  | T10  |      |
| Championnat de la PGA |      |      |      |      |      |      | T64  | CUT  | CUT  | T13  | T55  |      |